# Artur Gajdoš
Artur Gajdoš (20. ledna 2004, Ilava) je slovenský fotbalový záložník a mládežnický reprezentant, od září 2024 hráč slovenského mužstva ŠK Slovan Bratislava. Od malička je fanouškem španělského celku FC Barcelona a jeho vzorem je Lionel Messi, nastupuje na postu ofenzivního středopolaře.

## Klubová kariéra
Jako malý ve třech letech začínal jako lední hokejista, ale následně přešel na fotbal, kde odstartoval kariéru v týmu MFK Dubnica nad Váhom. V žácích v devíti letech přestoupil do mužstva FK AS Trenčín kvůli lepším podmínkám pro rozvoj, následně absolvoval i stáže v klubech AFC Ajax (Nizozemsko), FC Bayern Mnichov (Německo) a Arsenal FC (Anglie).

### AS Trenčín
V průběhu ročníku 2020/21 se propracoval do seniorské kategorie. Debut v lize v áčku Trenčína si odbyl 1. listopadu 2020 ve věku 16 let a 286 dní proti týmu MFK Ružomberok (výhra 3:1), na hrací plochu přišel v 86. minutě. Ve stejném měsíci a roce podepsal jako člen This is my sen Academy s vedením Trenčína svoji první profesionální smlouvu, která měla platnost na tři roky. Nadále však hrál i za mládež nebo farmu v Dubnici nad Váhom.

#### Sezóna 2022/23
Od sezony 2022/23 nastupoval pravidelně a stal se oporou mužstva, zároveň i nastoupil v mládežnické Lize mistrů. Svůj první ligový gól v ročníku a zároveň v áčku Trenčína dal ve čtvrtém kole v souboji se Zemplínem Michalovce (výhra 3:1), když v páté minutě otevřel střelecký účet zápasu. Podruhé v sezoně skóroval 20. srpna 2022 v duelu s Tatranem Liptovský Mikuláš (výhra 2:1), trefil se v 18. minutě. Následně vsítil branku z penalty v utkání se Spartakem Trnava, ale porážce 2:3 na trávníku soupeře nezabránil. Ve 28. a 29. kole se prosadil celkem třikrát, konkrétně jednou v souboji s Ružomberkem (prohra 1:4) a dvakrát v odvetě s Liptovským Mikulášem (remíza 2:2).,

#### Sezóna 2023/24
V lednu 2024 jej deník SME.sk zařadil stejně jako Šimona Faška, Nina Marcelliho a bratry Lea a Mária Sauerovi mezi top pět mladých talentů fotbalu na Slovensku. Svoje první dva góly v ročníku dal 11. a 16. února 2024 v soubojích s kluby FC Košice (výhra 4:1) a MFK Dukla Banská Bystrica (remíza 1:1). Potřetí a počtvrté v ročníku skóroval proti týmu MFK Skalica (prohra 1:3) a v odvetném utkání s Duklou Banská Bystrica (prohra 2:4). Svoji pátou branku v sezoně zaznamenal ve 27. kole hraném 13. dubna 2024 v souboji s ViOnem Zlaté Moravce – Vráble, když v 85. minutě zvyšoval na konečných 4:0.

#### Sezóna 2024/25
Poprvé a zároveň naposledy v tomto ročníku za Trenčín během prvního angažmá se střelecky prosadil 17. srpna 2024 proti Dukle Banská Bystrica (remíza 2:2), když v 59. minutě vstřelil gól na průběžných 2:1. V září 2024 z celku AS Trenčín odešel. 

### ŠK Slovan Bratislava
V průběhu sezony 2024/25 odešel do Slovanu Bratislava, ve kterém uzavřel čtyřletý kontrakt. Se Slovanem se poprvé v historii mužstva představil krátce po svém příchodu v hlavní části Ligy mistrů UEFA 2024/2025 hrající se tehdy novým formátem, kde se se spoluhráči střetli s kluby Manchester City FC (Anglie) - (prohra 0:4 doma), FC Bayern Mnichov (Německo) - (prohra 1:3 venku), Atlético Madrid (Španělsko) - (prohra 1:3 venku), AC Milán (Itálie) - (prohra 2:3 doma), GNK Dinamo Záhřeb (Chorvatsko) - (prohra 1:4 doma), Celtic FC (Skotsko) - (prohra 1:5 venku), VfB Stuttgart (Německo) - (prohra 1:3 doma) a Girona FC (Španělsko) - (prohra 0:2 venku) a v konečné tabulce složené ze všech týmů postoupivších do ligové fáze skončili na 35. místě a do vyřazovací fáze nepostoupili. Celkem v tomto ročníku pohárové Evropy odehrál Gajdoš čtyři zápasy, v nichž branku nedal. Ligovou premiéru si zde připsal v osmém kole v souboji s celkem MFK Ružomberok (výhra 2:1), na trávníku byl do 79. minuty. Na jaře 2025 vybojoval Slovan Bratislava sedmý ligový titul v řadě, na jehož zisku se Gajdoš částečně podílel.

### AS Trenčín (hostování)
V únoru 2025 se formou půlročního hostování vrátil ze Slovanu do Trenčína, opačným směrem tehdy jako součástí dohody zamířil na přestup Rahim Ibrahim. Obnovený debut v lize v dresu Trenčína si připsal shodou okolností proti Slovanu Bratislava (remíza 1:1), odehrál 86 minut. Poprvé po návratu skóroval 29. března 2025 ve 25. kole v odvetném souboji s Duklou Banská Bystrica (výhra 3:2), prosadil se v 89. minutě. S Trenčínem v jarní části ročníku 2024/2025 bojoval o záchranu, která se po úspěšné baráži s tehdy druholigovým celkem ViOnem Zlaté Moravce – Vráble (remíza 1:1 venku a výhra 4:2 doma) zdařila. Gajdoš se trefil v odvetě s tímto soupeřem v 63. minutě z penalty.

## Klubové statistiky
Aktuální k 18. červnu 2025
| Sezona    | Klub                   | Soutěž       | Zápasy | Góly |
| --------- | ---------------------- | ------------ | ------ | ---- |
| 2020/2021 | AS Trenčín             | Fortuna liga | 8      | 0    |
| 2021/2022 | MFK Dubnica nad Váhom  | 2. liga      | 2      | 0    |
| 2021/2022 | AS Trenčín             | Fortuna liga | 6      | 0    |
| 2022/2023 | AS Trenčín             | Fortuna liga | 29     | 6    |
| 2023/2024 | AS Trenčín             | Niké liga    | 29     | 5    |
| 2024/2025 | ŠK Slovan Bratislava   | Niké liga    | 11     | 0    |
| 2024/2025 | AS Trenčín (hostování) | Niké liga    | 19     | 3    |
| 2025/2026 | ŠK Slovan Bratislava   | Niké liga    |        |      |

## Reprezentační kariéra
Artur Gajdoš je mládežnickým reprezentantem Slovenska, nastupoval nebo stále ještě nastupuje za výběry do 15, 16, 18, 19, 20 a 21 let. S kategorií U19 byl na EURU 2022, s výběrem do 20 let na Mistrovství světa 2023 a s kategorií do 21 let se představil na EURU 2025 konaném na Slovensku.